# Tranvía de Denver
El Tranvía de Denver  o Platte Valley Trolley es un sistema de tranvía histórico ubicado en Denver, Colorado. Inaugurado el 4 de julio de 1989, actualmente el Tranvía de Denver cuenta con 1 línea y 4 estaciones.